# Graham Rahal
 (mars 2019).
Si vous disposez d'ouvrages ou d'articles de référence ou si vous connaissez des sites web de qualité traitant du thème abordé ici, merci de compléter l'article en donnant les références utiles à sa vérifiabilité et en les liant à la section « Notes et références ».
Pour les articles homonymes, voir Rahal.

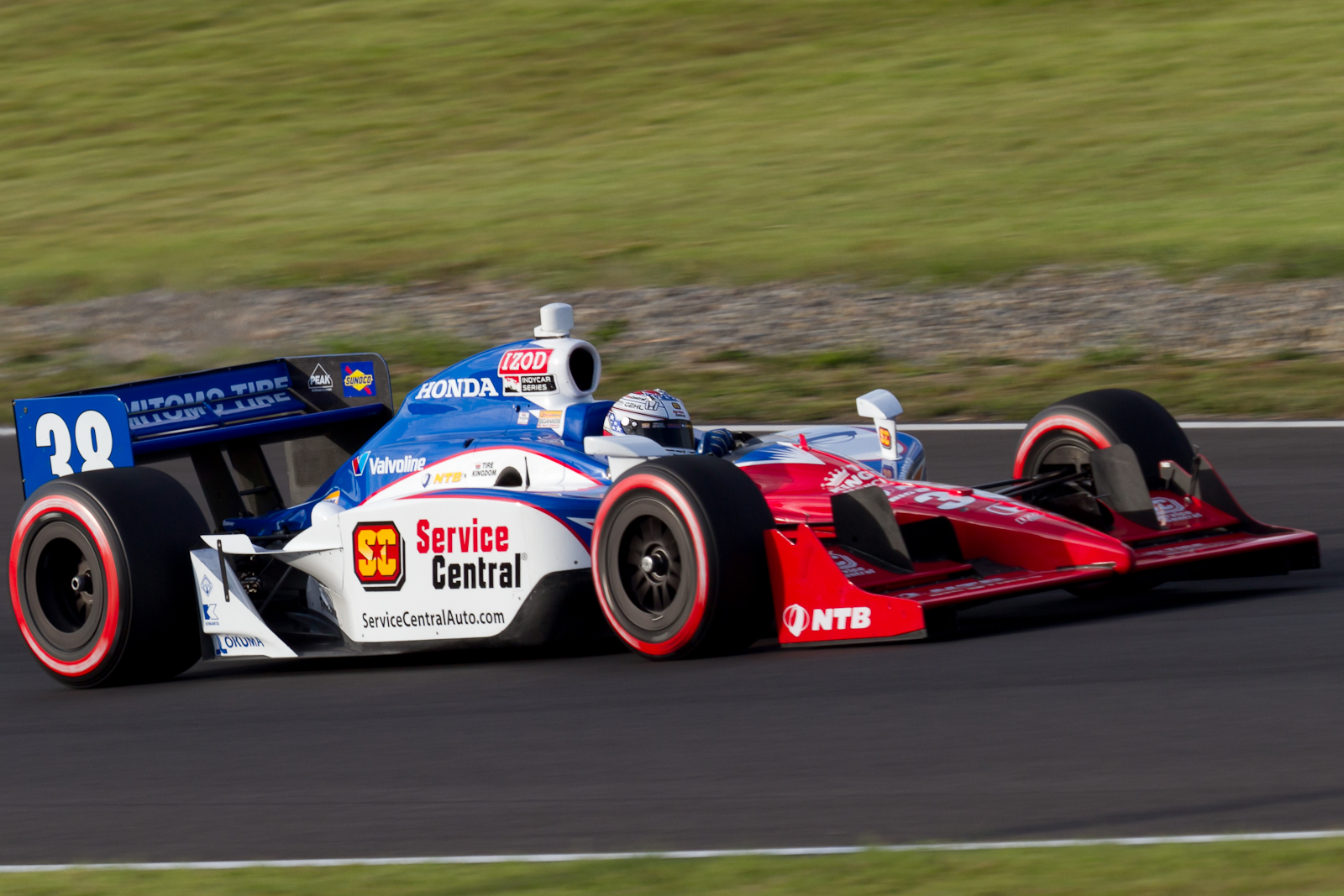
Graham Rahal à l'Indy Japan 300 en 2011

Graham Rahal est un pilote automobile américain d'origine libanaise né le 4 janvier 1989 à Columbus (Ohio). 

## Biographie
Fils de l'ancien pilote Bobby Rahal (l'une des figures majeures du sport automobile américain des années 1980 et 1990), Graham Rahal commence sa carrière en sport automobile en 2004, dans le championnat nord-américain de Formule BMW. L'année suivante, il dispute le championnat de Formule Mazda, qu'il termine en quatrième position, tout en s'engageant dans quelques épreuves de Formule Atlantique, l'antichambre du Champ Car.
Après avoir disputé lors de l'hiver 2005-2006 deux meetings de la saison de A1 Grand Prix pour le compte de l'équipe du Liban (la famille Rahal est d'origine libanaise), il s'engage à temps plein dans le championnat de Formule Atlantique où sa carrière décolle véritablement. En remportant plusieurs épreuves et en terminant à la deuxième place finale du championnat derrière le Français Simon Pagenaud, il s'affirme comme l'un des plus solides espoirs du sport automobile américain et accède au Champ Car en 2007 au sein du prestigieux Newman/Haas/Lanigan Racing, aux côtés du champion en titre Sébastien Bourdais. Dans l'ombre du pilote français, il livre une solide saison d'apprentissage, qu'il termine à la cinquième place du classement général avec quatre podiums.
En 2008, à la suite de l'absorption du Champ Car, il rejoint le championnat IndyCar Series, toujours au sein du Newman/Haas/Lanigan. Contraint de déclarer forfait pour la première manche de la saison en raison d'un problème logistique (il avait abimé sa monoplace lors d'essais privés plusieurs jours plus tôt et son écurie n'avait pas eu le temps de la réparer), il fait sensation une semaine plus tard en s'imposant dès sa toute première apparition dans le championnat à l'occasion de la course disputée sur le circuit urbain de St. Petersburg en Floride. À 19 ans et 3 mois, il devient le plus jeune vainqueur de l'histoire de l'IndyCar Series, battant le record établi en 2006 par son compatriote Marco Andretti.
Il remporte les 24 Heures de Daytona en 2011 sur une Riley-BMW du Chip Ganassi Racing avec Joey Hand, Scott Pruett et Memo Rojas.

## Résultats aux500 milesd'Indianapolis
| Année | Châssis | Moteur | Départ | Arrivée | Équipe                         |
| ----- | ------- | ------ | ------ | ------- | ------------------------------ |
| 2008  | Dallara | Honda  | 13     | 33      | Newman/Haas/Lanigan Racing     |
| 2009  | Dallara | Honda  | 4      | 31      | Newman/Haas/Lanigan Racing     |
| 2010  | Dallara | Honda  | 7      | 12      | Rahal Letterman Racing         |
| 2011  | Dallara | Honda  | 30     | 3       | Chip Ganassi Racing            |
| 2012  | Dallara | Honda  | 12     | 13      | Chip Ganassi Racing            |
| 2013  | Dallara | Honda  | 26     | 25      | Rahal Letterman Lanigan Racing |
| 2014  | Dallara | Honda  | 20     | 33      | Rahal Letterman Lanigan Racing |
| 2015  | Dallara | Honda  | 17     | 5       | Rahal Letterman Lanigan Racing |
| 2016  | Dallara | Honda  | 26     | 14      | Rahal Letterman Lanigan Racing |
| 2017  | Dallara | Honda  | 14     | 12      | Rahal Letterman Lanigan Racing |
| 2018  | Dallara | Honda  | 30     | 10      | Rahal Letterman Lanigan Racing |
| 2019  | Dallara | Honda  | 17     | 27      | Rahal Letterman Lanigan Racing |